# Liste der Bischöfe von Bragança-Miranda
Die folgenden Personen waren Bischöfe von Bragança-Miranda (Portugal):

## Bischöfe von Miranda
- Toríbio Lopes (1545–1553)
- Rodrigo de Carvalho (1555–1559)
- Julião de Alva (1560–1564)
- António I. Pinheiro (1564–1579)
- Jerónimo I. de Menezes (1579–1593)
- Manuel I. de Seabra (1593–1595)
- Diogo I. de Sousa (1597–1610)
- José I. de Melo (1610–1611)
- Jerónimo II. Teixeira Cabral (1612–1614)
- João I. da Gama (1615–1617)
- Francisco Pereira (1618–1620)
- João II. de Valadares (1621–1627)
- Jorge de Melo (1627–1636)
- André Furtado de Mendonça (1672–1676)
- José II. Lencastre (1677–1681)
- Lourenço de Castro (1681–1684)
- António II. de Santa Maria (1685–1688)
- Manuel II. de Moura Manuel (1689–1699)
- João III. Franco de Oliveira (1701–1715)
- João IV. de Sousa Carvalho (1716–1737)
- Diogo II. Marques Morato (1739–1749)
- João V. da Cruz Salgado de Castilho OCD (1750–1756)
- Aleixo de Miranda Henriques (1757–1770)
- Manuel III. de Vasconcelos Pereira (1770–1773)
- Miguel Barreto de Menezes (1773–1780) (vorher Bischof von Bragança 1770–1773)

## Bischöfe von Bragança-Miranda
- Bernardo Pinto Ribeiro Seixas (1780–1792) (vorher Bischof von Bragança 1773–1780)
- António Luís da Veiga Cabral e Câmara (1793–1819)
- José Maria de Santana e Noronha (1824–1829)
- José António da Silva Rebelo (1832–1846)
- Joaquim Pereira Ferraz (1849–1852)
- José Manuel de Lemos (1853–1856) (auch Bischof von Viseu)
- João de Aguiar (1856–1871)
- José Luís Alves Feijó (1871–1874)
- José Maria da Silva Ferrão de Carvalho Martens (1875–1883) (auch Bischof von Portalegre)
- Manuel Bernardo de Sousa Enes (1883–1885) (auch Bischof von Portalegre und Macau)
- José Alves de Mariz (1885–1912)
- José Leite Lopes de Faria (1916–1927)
- António Bento Martins Júnior (1928–1932)
- Luís António de Almeida (1932–1935)
- Abílio Augusto Vaz das Neves (1939–1965)
- Manuel de Jesus Pereira (1965–1978)
- António José Rafael (1979–2001)
- António Montes Moreira OFM (2001–2011)
- José Manuel Garcia Cordeiro (2011–2021) (dann Erzbischof von Braga)
- Nuno Manuel dos Santos Almeida (seit 2023)